# Contea di Värmland
La contea di Värmland o Värmlands län è una delle contee o län della Svezia situata nella parte centro-occidentale del paese.
Confina con le contee di Dalarna, Örebro e Västra Götaland e con le contee norvegesi di Østfold, Akershus e Innlandet.

## Comuni
- Arvika
- Eda
- Filipstad
- Forshaga
- Grums
- Hagfors
- Hammarö
- Karlstad
- Kil
- Kristinehamn
- Munkfors
- Storfors
- Sunne
- Säffle
- Torsby
- Årjäng